# Бабаджи, Вивека
Виве́ка Бабаджи (англ. Viveka Babajee; род. 23 мая 1973 года, Порт-Луи, Маврикий — 25 июня 2010 года, Бандра, Мумбаи, Индия) — индийская фотомодель и актриса маврикийского происхождения.

## Биография
Вивека была четвёртым ребёнком в семье, у неё было три старших сестры.
В начале 1990-х девушка начала карьеру фотомодели, в 2002 году сыграла главную роль в фильме «Yeh Kaisi Mohabbat».

### Гибель
Она была обнаружена мёртвой в своей квартире 25 июня 2010 года. По сообщениям полиции, Бабаджи повесилась.